# Inocybe giacomi
Inocybe giacomi är en svampart som beskrevs av O.K. Mill. Enligt Catalogue of Life ingår Inocybe giacomi i släktet Inocybe,  och familjen Inocybaceae, men enligt Dyntaxa är tillhörigheten istället släktet Inocybe,  och familjen Crepidotaceae. Arten är reproducerande i Sverige. Inga underarter finns listade i Catalogue of Life.